# Alex van der Klift
Alex van der Klift (22 maart 1953) is een voormalig Nederlands voetballer. Hij stond in het betaalde voetbal onder contract bij FC Wageningen en bij de amateurs van VV Bennekom, VV DOVO en VV Musketiers.

## Wedstrijdstatistieken
| Seizoen | Club          | Competitie     | wed. | goals |
| ------- | ------------- | -------------- | ---- | ----- |
| 1978/79 | FC Wageningen | Eerste divisie | 8    | 0     |
| 1979/80 | VV Bennekom   | Amateurvoetbal |      |       |
| 1980/81 | VV Bennekom   | Amateurvoetbal |      |       |
| 1981/82 | VV DOVO       | Amateurvoetbal |      |       |
| 1982/83 | FC Wageningen | Eerste divisie | 33   | 18    |
| 1983/84 | FC Wageningen | Eerste divisie | ?    | ?     |
| 1984/85 | VV Musketiers | Amateurvoetbal |      |       |